# Río Arnoya
Río Arnoya är ett vattendrag i Spanien.   Det ligger i provinsen Provincia de Ourense och regionen Galicien, i den nordvästra delen av landet, 400 km nordväst om huvudstaden Madrid. Arean är 20,7 kvadratkilometer.